# 該撒利亞的優西比烏

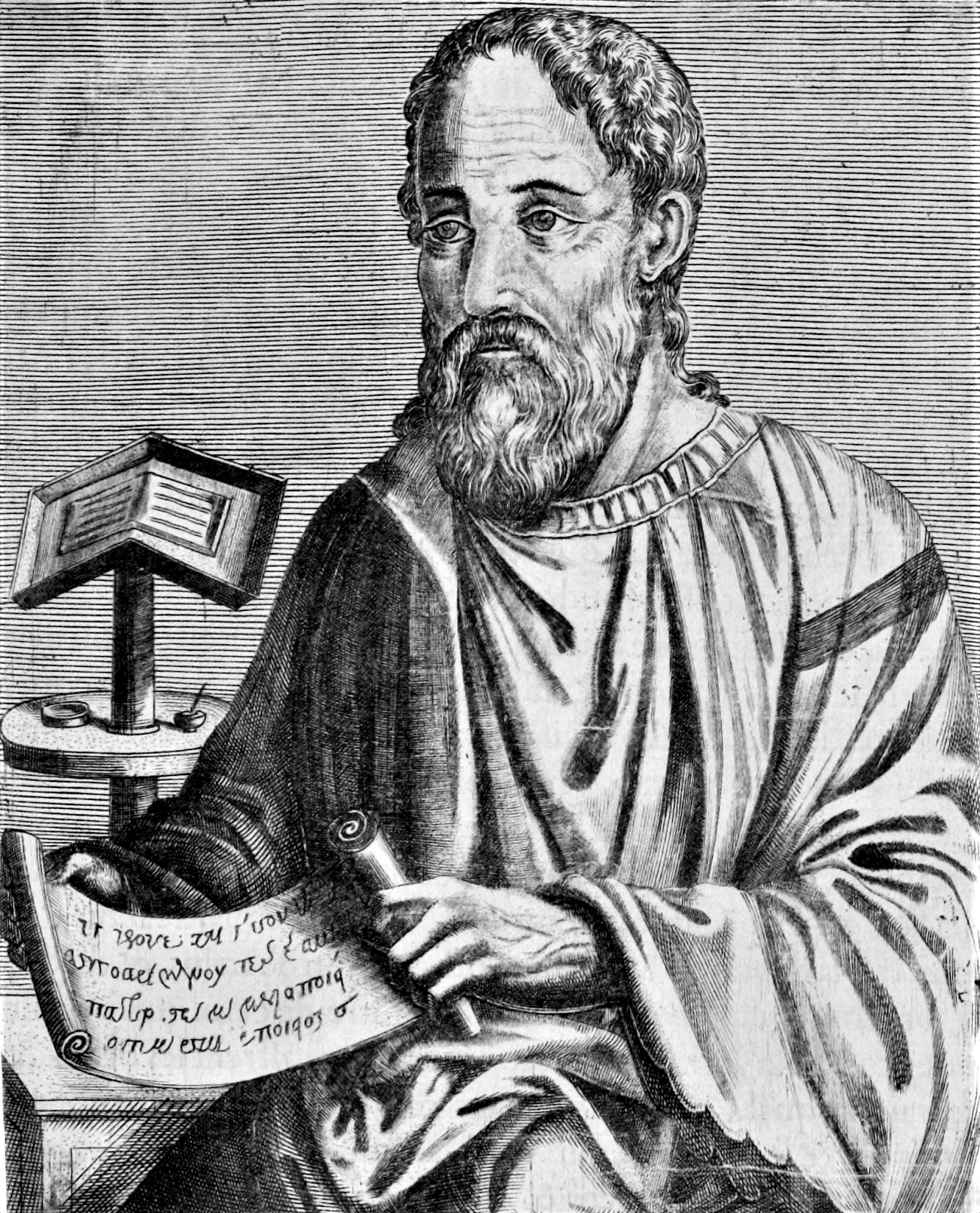
該撒利亞的優西比烏

該撒利亞的優西比烏（希臘語：Ευσέβιος της Καισαρείας，生於約260年或275年，可能卒在339年5月30日），又稱游社博、歐瑟伯、恩彪，是巴勒斯坦地區的凱撒利亞的教會監督（或称主教）。由於他對早期基督教史学、教義、護教等貢獻，被一部分人認爲是基督教史学之父。

## 生平
雖然其出生時、地，甚至幼年已無法確實考證，他被認爲生於巴勒斯坦。後來他認識了長老安提阿的多羅雪並得到其對文章分析的指導。296年，當羅馬皇帝戴克里先與後來的君士坦丁同行路過巴勒斯坦時，優西比烏已經見過君士坦丁。優西比烏於亞加波（Agapius）為該撒利亞教會監督或主教時在該撒利亞與後來成爲他的基督教啟蒙師父的旁非羅 （或龐非勒、龐費呂） 成爲摯友。兩人並根據旁非羅師父俄利根的Hexapla（《聖經》六種經文參較）致力於《聖經》研究，並撰寫各類著作。旁非羅對優西比烏他的神學思想及學術風格，有著不可磨滅的影響。優西比烏受益於旁非羅良多，因此他也常被稱為旁非羅的優西比烏。旁非羅仰慕俄利根，優西比烏也因此大力擁護俄利根及其神學思想。
旁非羅於307年被囚，他們的工作由優西比烏繼續。優西比烏完成了他們合作的《為俄利根辯護》，把它送給在埃及帕埃諾礦坑里因信仰而受難的信徒。優西比烏可能後來去了推羅，之後又去了埃及。他在埃及時第一次受到迫害。
優西比烏也為巴勒斯坦該撒利亞的主教，是亞加波的繼任者，亞加波在任時間不詳，但可以肯定的是優西比烏在313年後不久成為主教。關於他任期的早先部分不是很清楚。值325年第一次尼西亞公會議之時，優西比烏已享盛名。他並不是一個天生的領袖或者思想家，但他是個博學而又收到皇帝青睞的作家，在與會的300多人中嶄露頭角。他在會議開始時，宣讀會議祝辭。會議中，他坐在君士坦丁大帝旁邊。他的立場是既不接受亞流主義的論調，也無法同意《聖經》中所沒有、只認同羅馬皇帝支持的「同質」（homoousia）一字，來形容父與子之間的關係。由於沒有支持對立的雙方（即阿利烏與亞歷山太的亞他那修的陣營），因此一般稱之為中間派。最後，他提出的信仰告白成為了《尼西亞信經》的基礎，「同質」一字更被採用在此《信經》中。
優西比烏捲入關於亞流主義的爭端。其時安提阿主教歐大邱（Eustathius）反對俄利根的寓意解經，認為其神學是亞流主義的根源。優西比烏作為俄利根仰慕者，歐大邱指責他偏離了《尼西亞信經》所確定的信仰而墮入撒伯流主義。後歐大邱在安提阿的一次教會會議上被指控，受到譴責並且革職。此事引起安提阿當地人的起義反對。歐大邱的反對者建議優西比烏接任新主教一職，但優西比烏婉拒了這一請求。
歐大邱離開後，優西比烏把亞歷山太的亞他那修當作一個更危險的對手。他於334年在該撒利亞召集了一次教會會議反對亞他那修，但他本人沒有出席。次年他再次在推羅召開並主持了會議。由於亞他那修到君士坦丁面前申訴，君士坦丁遂召見了包括優西比烏在內的主教。335年年底，亞他那修受到譴責並被流放。同一會議上他的另一個對手也受到批評。安居拉的馬賽路長期以來反對優西比烏，反對亞流主義的復活。但他被控撒伯流主義，於336年被革職。君士坦丁於337年逝世，優西比烏也不久人世。他最晚可能卒於340年（可能在該撒利亞），可能卒在339年5月30日。

## 著作
在優西比烏庞大著述中，有相当大的部分保留了下来。虽然后世有人认为他有亚流主义的嫌疑，但他的著述使他成为了不可忽略的人物；他对原始资料的旁征博引令后来的研究者节省了很多时间和精力。若不是他的工作，很多材料就可能散佚了。
優西比烏的作品大致反映了他的经历。起先，他在旁非羅，可能还有安提阿学派的多羅雪的影响下，专注于圣经考据。后来因为戴克里先和伽勒里乌斯的迫害，他开始关注当时和过去的殉道者。最终，这使得他开始写作教会历史乃至世界历史，对他而言，世界史是教会史的预备。
之后是亚流派之争论时期，教义问题突显其重要。而当基督教得到国家的承认，也带来了新的问题时，就需要作各种各样護教上的准备。最后優西比烏作为一个宫廷神学家，为第一个基督徒皇帝歌功颂德。此外，他的活动还必须加上不计其数的其他作品，诸如演说、书信等等，以及他致力一生的解经著作，包括评注和圣经考古的论述。

### 圣经经文考据方面的著作
旁非羅和優西比烏主要专注于七十士譯本中旧约，特别是新约部分的经文考据。俄利根可能提供了七十士譯本的一个版本，根据耶柔米的意见，優西比烏和旁非羅对它作了修订并且发行。为了易于对四福音書作出概览，他对新约进行了分段；并且，他为四福音列了一个对照表 （页面存档备份，存于），以便找出其中相同内容的章节。

### 编年史
優西比烏最重要的历史著作是他的《编年史》（Chronicon，希腊文 ，意为“世界史”）和《教会史》。前者可以分为两部分。第一部分（希腊文 ，意为“编年史”）是由史料给出世界历史的摘要，并根据民族分为五部。第二部分（希腊文 ，意为“编年标准”）按照年代顺序把历史材料分栏并列。
原始的著作已无法找到。但因为其后拜占廷学派的编年作者，尤其是 乔治·辛斯勒 不知疲倦的摘录，今天可以重建其原文。第二部分的年表通过耶柔米的拉丁译本得以完整保存。原著的两部分现存一个亚美尼亚语译本，但因为其中甚多添改，故而没有很大价值。现存的《编年史》记至325年，作于《教会史》之前。

### 教会史
根据優西比烏《教会史》（Historia Ecclesiastica）的开场白（I, i. 1），写作此书的目的是记述教会自使徒至当时的历史，着重于以下几点：
(1) 主要教区的主教统续
(2) 基督教教导的历史
(3) 异端的历史
(4) 犹太人的历史
(5) 异教的历史
(6) 殉道者
他把资料按照皇帝朝代分类，并将他所掌握的原貌呈现。内容目录如下：
- 卷一：详细的导言，论耶稣基督
- 卷二：使徒时代至提圖斯时耶路撒冷被毁
- 卷三：至圖拉真
- 卷四、卷五：二世纪
- 卷六：謝維路斯朝至德修朝
- 卷七：至戴克里先时的逼迫
- 卷八：关于此次逼迫
- 卷九：至马克森提乌斯和马克西明·代亚败于君士坦丁
- 卷十：教会重建，李锡尼起事和平叛

现存的这部著作止于克里斯普斯被处死前（326年七月），并且，因为卷十题献泰尔的保利努斯，后者逝于323年年底或324年。这部著作需要作大量的前期准备，因而肯定花费了他多年时间。他所收集的古时殉道者的事迹可能就属于前期的准备工作之一。
優西比烏《教会史》本身的真伪并无争议。新的发现证实他对該撒利亞和耶路撒冷图书馆尽力仔细的使用，但書中亦包括一些傳聞和受爭議的資料。例如他提到翻譯了原來是敘利亞文的耶穌和美索不達米亞北方的伊德撒（或稱伊迪薩，今土耳其，幼發拉底河東邊約80公里的善勒烏爾法）王阿加魯的通訊。這個傳聞後來成爲伊德撒之像（一块出現了耶穌臉像的布）的論點之一。
優西比烏在书中曾将犹太人所遭遇的不幸归咎于他们在耶稣之死中的作为。
暴動、戰爭、毒計，一個接著一個不斷在城區和整個猶大發生，直到維斯帕西安圍城，侵吞了他們。這是神聖正義追討猶太人離棄並殺害基督的罪。（優西比烏，古教會历史，卷二，第六章 各樣惡事壓迫猶太人，因他們無所忌憚地反對基督）

### 君士坦丁誌
《君士坦丁誌》（Vita Constantini）是一部颂歌，因而其风格与取材都受到写作目的的影响，不足以作为《教会史》的续篇。史家君士坦丁堡的蘇格拉底写作教会史续優西比烏之作，在开场白里他评价说：“《君士坦丁誌》里对亚流之事亦略有提及，作者着意于行文辞藻的完美和对皇帝的赞美，更胜于对史实的陈述。”

### 其他历史著作
在编撰教会史之前，優西比烏编辑了古代殉道史以及旁非羅的传记。殉道史没有完整地保存下来，留下的只有一些部分。包括：
(1) 士每拿教会关于坡旅甲殉道的书信
(2) 聖庇沃紐（Pionius）殉道史
(3) 聖加布（Carpus），聖巴比羅（Papylus）和聖婦亞加多尼（Agathonike）殉道史
(4) 里昂及维安（Vienne）教会殉道史
(5) 阿波罗尼奥斯（Apollonius）殉道史
旁非羅的传记现仅存片段。记载戴克理先年间巴勒斯坦殉道者的著作成书与311年以后；许多片段以传说的方式散落各处有待收集。《君士坦丁誌》作于皇帝死后，其子被立为奥古斯都时（337年）。与其说是一部历史，不如说是辞藻华丽的赞歌，但其中包括的众多文件材料是具有巨大价值的。

### 護教与教義方面著作
護教与教義方面的著作包括：
(1) 《為俄利根辯護》，根据富丢斯（Photius）的确论，此书前五卷由旁非羅在優西比烏协助下于狱中完成。旁非羅死后優西比烏增补第六卷。今天只有此书第一卷的拉丁译本，由魯非諾译出。
(2) 反对希洛克勒（Hierocles，罗马总督，新柏拉圖主義哲学家）的一篇论文。優西比烏反对的是希洛克勒在其《爱真理篇》（希腊文Philalethes logos，英译为"A Truth-loving Discourse"）中对Apollonius of Tyana的崇拜。
(3) Praeparatio evangelica（《福音的准备》），通常以其拉丁标题为人所知，试图证明基督教优于其他异教和哲学。 Praeparatio 的十五卷都完整保留。優西比烏认为此书是为向异教徒介绍基督教。但对后世读者而言，其价值在于他从历史学家及哲学家那里保留了许多别处未能保留的生动片段。仅见于此书的包括：
- 腓尼基祭司 Sanchuniathon著作的概要，其准确性由乌加里特语碑板所证实
- 狄奥多罗斯第六卷中关于犹希迈罗斯神游 查亚岛，犹希迈罗斯称他发现了诸神真正的历史
- 新柏拉圖主義哲学家阿提克斯的作品，几乎只见于 Praeparatio；

(4) Demonstratio evangelica（《福音的证明》）与 Praeparatio 有紧密的联系，由二十卷组成，其中十卷完整地保存了下来，另有第十五卷以片段的形式得以保存。此书主要关于耶稣基督，可能成于311年。
(5) 另一部缘于迫害时期的作品，题为 Eklogai prophetikai（"Prophetic Extracts"）。为四卷探讨圣经中关于弥赛亚经文的著作。
(6) 《论神显》（Peri theophaneias）论文一篇，写作于晚些时候。关于道成肉身，在内容上与 Demonstratio evangelica 多处雷同。现以片段留存。
(7) 辩论文“Against Marcellus”，约作于337年。
(8) 上文的补充，题为《论教会神学》，为尼西亚的教义辩护，反对亚他那修。
这一方面还有许多著作，但已散佚。

### 释经及其他
優西比烏的释经著作原稿均已不存。所谓的注释来自后世串解残片的抄本。一部更全面的解经性质的著作存有断片，题为“论福音书之异同”，试图调和福音作者之间的出入。出于释经的目的，他亦曾写作圣经考古方面的论文：
(1) 希伯来文中的外来语及其对应的希腊语
(2) 古代犹大地区的描述以及十个支派的区划
(3) 耶路撒冷及所罗门王圣殿的地图
三者均已失散。现存一部“论圣经中的地名”，以字母顺序排列。此外现存作品还有部分演讲和证道词，例如，一篇祝圣推羅的教堂的证道，和一篇君士坦丁登基三十周年纪念的讲话（336年）。優西比烏的书信现存仅有一些断片。

## 对優西比烏的评价

### 教義
从教義看，優西比烏完全與俄利根並肩。与俄利根一样，作为其出发点的基本思想是上帝的绝对主权（monarchia）。上帝是万物之因，但并不仅仅是原因；一切良善都在他里面，一切生命从他而来，一切德行源自于他。他是至高的上帝，而基督相对他而言是次等的。基督受上帝的差遣来到世界，分享了上帝本质里的祝福。基督是唯一真正良善的受造物，他有上帝的形象，是出于永恒光体的光；優西比烏对光的形象着墨不多，而明确强调耶稣的自存（self-existence）。
優西比烏的本意是强调三位一体的位格之间的差别，坚持认为耶稣次位于神（他从未称他为 theos），这是因为他曾被怀疑是多神论和撒伯流主義者。耶稣在时间之前被神所造，他在行动上是上帝的工具（organ），启示的原则。上帝以其绝对和永恒掌管世界。神性的道取得人性的肉体并不改变其本质。優西比烏解释三位一体中圣灵与父的关系跟他对子与父关系的看法类似。这一看法并非優西比烏原创，可以追溯到他的老师俄利根。他从未系统提出他的思想，这也表现出他的缺乏原创性的一面。

### 成就和局限
優西比烏的局限和他的天赋是紧密联系的。在他所处的时代，他被认为是最有学问的人。从他写《教会史》所使用的材料可以看出来他仔细考察了大量资料。但優西比烏的学识不能以俄利根的标准来衡量。俄利根富有创造性，而優西比烏是一个编撰者，他的杰出在于他的认真和细致。在蛮族开始大规模侵略教会的年代，優西比烏这样的人物并非无足轻重。当时无人在学识上超越他。教会史学家可以照抄他的文字，但无法取而代之。
在 Praeparatio evangelica 第十二卷，優西比烏认为谬误如同用药，可以“既合法又合理地”使用之。